# Luka Ratković
Luka Ratković (in serbo Лука Ратковић?; Kraljevo, 9 aprile 1997) è un calciatore serbo, attaccante del Dubočica Leskovac.

## Caratteristiche tecniche
È un'ala destra.

## Carriera
Cresciuto nel settore giovanile del Čukarički, nel 2016 si trasferisce a Cipro all'Apollōn Limassol che lo cede in prestito all'Anagennīsī Deryneia prima della fine del calciomercato; fa il suo debutto fra i professionisti il 31 ottobre 2016 in occasione dell'incontro di A' Katīgoria perso 2-1 contro l'Anorthōsis. Al termine della stagione fa ritorno in patria firmando per il Rad Belgrado dove tuttavia gioca un solo incontro nell'arco di sei mesi; nel gennaio seguente viene ceduto al Mladost Podgorica in Montenegro.
Il 27 giugno 2018 firma con la Dinamo Vranje con cui trova continuità per la prima volta in carriera, collezionando 29 presenze nella massima serie serba; terminata la stagione si trasferisce al Bačka B. Palanka in serie cadetta, riuscendo ad ottenere la promozione grazie al terzo posto in classifica.

## Statistiche
Statistiche aggiornate al 22 marzo 2021.

### Presenze e reti nei club
| Stagione        | Squadra             | Campionato      | Campionato | Campionato | Coppe nazionali | Coppe nazionali | Coppe nazionali | Coppe continentali | Coppe continentali | Coppe continentali | Altre coppe | Altre coppe | Altre coppe | Totale | Totale | Totale |
| Stagione        | Squadra             | Comp            | Pres       | Reti       | Comp            | Pres            | Reti            | Comp               | Pres               | Reti               | Comp        | Pres        | Reti        | Pres   | Reti   |        |
| --------------- | ------------------- | --------------- | ---------- | ---------- | --------------- | --------------- | --------------- | ------------------ | ------------------ | ------------------ | ----------- | ----------- | ----------- | ------ | ------ | ------ |
| 2016-2017       | Anagennīsī Deryneia | A               | 10         | 0          | CC              | 2               | 0               |                    | -                  | -                  |             | -           | -           | 12     | 0      |        |
| 2017-gen. 2018  | Rad Belgrado        | SL              | 1          | 0          | CS              | 0               | 0               |                    | -                  | -                  |             | -           | -           | 1      | 0      |        |
| gen.-giu. 2018  | Mladost Podgorica   | 1L              | 9          | 0          | CM              | 1               | 0               |                    | -                  | -                  |             | -           | -           | 10     | 0      |        |
| 2018-2019       | Dinamo Vranje       | SL              | 29         | 0          | CS              | 1               | 0               |                    | -                  | -                  |             | -           | -           | 30     | 0      |        |
| 2019-2020       | Bačka B. Palanka    | 2L              | 18         | 2          | CS              | 0               | 0               |                    | -                  | -                  |             | -           | -           | 18     | 2      |        |
| 2020-2021       | Bačka B. Palanka    | SL              | 21         | 3          | CS              | 1               | 0               |                    | -                  | -                  |             | -           | -           | 22     | 3      |        |
| Totale carriera | Totale carriera     | Totale carriera | 88         | 5          |                 | 5               | 0               |                    | -                  | -                  |             | -           | -           | 93     | 5      |        |

## Palmarès

### Club

#### Competizioni nazionali
- Coppa di Montenegro: 1

Mladost Podgorica: 2017-2018

### Individuale
- Capocannoniere della Prva Liga Srbija: 1

2024-2025 (17 reti)